# Тирания вооруженных девушек
Тирания вооружённых девушек — японская серия манги, иллюстрированная Каруной Канзаки и написанная Юей Куроками. Сериал публиковался в ежемесячном журнале Kadokawa Shonen Ace с марта 2014 по июнь 2022 года. Аниме-телесериал, экранизация манги, созданный Silver Link и Connect, транслировался с апреля 2017 года по июнь 2017 года[2][3].

## Сюжет
Фудо Номура — молодой человек, которого недавно исключили из его старой средней школы в результате массовой, жестокой драки в которой пострадали 40 человек. Он хочет нормальной жизни, но новая школа, в которую он перевелся, — Частная Академия Симбиоза Айти, где ученицы жестоко угнетают своих одноклассников-мужчин из-за ошибочной паранойи с тех пор, как школа стала совместной. Группа линчевателей из пяти человек, называемая «Высшие пять мечей», возглавляемая Рин Онигаварой, держит Номуру на острие меча, заставляя подчиниться правилам или покинуть школу. В этот момент Номура бросает вызов Высшим Пяти Мечам за свое собственное право и доказывает истинную нравственность, несмотря на жестокую силу.

## Персонажи

###### Фудо Номура
Студент, который только недавно перевелся в Академию Айти, Номура стремится к свободе и не любит, когда его заставляют делать что-то против его воли. Во время большой драки ему удалось победить 40 человек, после чего он был исключён из своей предыдущей школы и насильно переведен в Частную академию симбиоза Айти. Он использует перчатки, защищающие от ножей, а его фирменной техникой является Spirit Bullet, мощный удар ладонью. Он ставит своей целью собрать печати с «Высших Пяти Мечей». Он сирота и не помнит своих родителей. Первоначально он практикует Дзиген-рю стиль владения мечом, но в конечном итоге отказывается от использования меча из-за повреждений, нанесённых его телу во время тренировок с мечом.

###### Рин Онигавара
Рин — известная мечница и лидер «Верховной Пятерки Мечей». Она носит маску они из-за своего ужасного детства, а также известна своей беспощадностью до такой степени, что большинство переведённых учеников в её классе бросают школу. Она испытывает чувства к Номуре после того, как они случайно поцеловались, и начала следить за ним, вместо того, чтобы «поправлять» его. Теперь она закрывает только правый глаз вместо лица после того, как Рин изменила свое мнение о себе и облегчила свое внутреннее сердце. Она практикует японский стиль владения мечом Касима Синдэн Дзикишинкагэ-рю.

###### Мэри Кикакуджо
Хорошо одаренная франко-японская студентка и член «Высшей Пятерки Мечей», Мэри хорошо разбирается в фехтовании в западном стиле, точно пронзая центральные нервы своей рапирой. После её драки с Номурой, она, кажется, прониклась к нему некоторыми чувствами после того, как не смогла уговорить его прикоснуться к её груди. Она стала вторым человеком, который приблизился к Номуре, но вместо этого поссорился с Рин, наблюдая за Номурой. Всякий раз, когда она волнуется или волнуется, она склонна говорить по-французски. У неё также извращенный ум, позволяющий Номуре прикасаться к её телу всякий раз, когда она делает ему что-то не так, но Номура быстро отвергает её, тем самым разочаровывая.

###### Сатори Тамаба
Одна из «Пяти Высших Мечей» (Тенка Гокен) в Частной академии Айти. Она шантажировала Номуру, чтобы победить его, но вместо этого потерпела поражение сама. После ссоры с Номурой она начала проявлять к нему интерес и называть его Номура-тян вместо его полного имени. Она практикует стиль владения мечом Кэйши-рю Кидачи Ката, который состоит из 10 ката и из 10 различных школ кендзюцу и официально преподается японским полицейским. Так же у Сатори есть сестра по имени Мисоги Тамаба. На самом деле её зовут Мисоги Тамаба, а её сестру Сатори Тамаба, так как она в детстве решила взять имя своей сестры.

###### Вараби Ханасака
Она является членом «Верховной Пятерки Мечей», у которой есть ручной медведь по имени Кьебо, а позже и домашний детеныш по имени Домо. После того, как Номура победил Мэри и Рин, она организовала «Waralimpics», мероприятие для исправления учеников, в рамках своего генерального плана по исправлению Мэри, Рин и, в конечном счете, Номуры, но потерпела неудачу. Затем она организовала своих последователей для выполнения плана действий в чрезвычайных ситуациях и пригласила Номуру встретиться с ней на крыше. Она, Кьебо и её ближайшие последователи потерпели поражение от Номуры, Рин и Мэри. Позже она помогла Номуре как её новому другу провести его в женскую спальню, чтобы найти Сатори, после того как Номура оказался в невыгодном положении из-за планов шантажа Сатори. Она практикует японский стиль владения мечом Тайша-рю

###### Цукуйо Инаба
Вундеркинд средней школы, которая пропустила один класс. Она слепа и является самой сильной из «Пяти Высших мечей». Она является экспертом в иайдо. Она и Номура изучали схожий стиль владения мечом, в то время как Номура практикует Дзиген-рю, Цукуйо практикует свой стиль потомка, Якумару Дзиген-рю. Несмотря на то, что Цукуйо использовала тот же стиль владения мечом, ей все же удалось одолеть его своими полностью освоенными навыками владения мечом. Через несколько дней после того, как Кирукиру Амоу была исключена, Инаба заставила Номуру стать её учеником, чтобы ещё больше увеличить силу его «Духовной Пули». Так же выясняется что у неё есть сестра Кохару Наруками, которая является главным директором академии.

###### Кирукиру Амо
Студентка-переводчица, отправленная в Частную Академию симбиоза Айити за то, что была главарем банды, участвовавшей в крупной драке. Позже она стала известна как «Императрица» после того, как в одиночку победила двух из Пяти Высших Мечей, Рин и Мэри. Перед переводом она дралась с Номурой, в результате чего он получил серьёзные травмы и был госпитализирован. Амо влюбляется в Номуру после того, как потерпела поражение от него в битве один на один, когда он отказался быть её подчиненным. Она очень ревнует, когда видит, что Номура слишком сблизился с членами Высшей Пятерки Мечников. После ссоры с «Высшим Мечом Пяти» и Номурой, она подружилась с Номурой и была исключена из Академии Айти и насильно переведена в Частную академию симбиоза Хоккай. Она практикует каратэ, в частности Уэти-рю каратэ.

###### Ноно Мозуноно
Озвучивали: Мику Ито (японский); Шаная Мур (английский)[6][4]
Рин первокурсница и заместитель командира.

###### Чука У Барагасаки
Озвучивали: Аканэ Кохината (японский); Мэг Макдональд (английский)[6][4]
Первокурсница Мэри и её заместитель. На самом деле она японка и носит парик и контактные линзы, чтобы изменить свою внешность и стать похожей на жительницу Запада.

###### Сасса Курасаки
Озвучивали: Михару Ханаи (японский); Кэтрин Томас (английский)[6][4]
Одна из одноклассников Номуры и Рин.

###### Уи Миги
Озвучивали: Шиори Муто (японский); Элисса Куэльяр (английский)[6][4]
Одна из одноклассников Номуры и Рин.

###### Цунеми Тоуко
Озвучивали: Михару Савада (японский); Челси МакКарди (английский)[4]
Одна из мушкетеров Вараби, она использует в качестве оружия железо.

###### Кинуэ Танукихара
Озвучивали: Юки Ямада (японский); Кейтлин Барр (английский)[4]
Она является одним из мушкетеров Вараби, она использует две дубинки в качестве оружия. У неё также есть карандаш, чтобы делать записи в блокноте.

###### Нико Саруватари
Озвучивают: Нацуми Ямада (японский); Александра Бедфорд (английский)[4]
Студент Частной академии Айти, похожий на мальчика-подростка. Её часто показывают в солнцезащитных очках и спортивной майке.

###### Кьебо
Ручной медведь Ханасаки. Казалось, что она привязалась к Номуре после того, как дважды потерпела поражение от Номуры. Она родила детеныша, Домо.

###### Мисоги Тамаба
Озвучивают: Нозоми Нисида (японский); Эллисон Самралл (английский)
Она старшая сестра-близнец Сатори. Её настоящее имя Сатори, когда «Мисоги» решила быть Сатори, и «Сатори» в конечном итоге стала «Мисоги». Мисоги украла личность Сатори, заставив всех в их семье поверить, что она была Сатори, и наоборот, украл право настоящей Сатори по рождению как преемника школы меча их семьи. Теперь «Мисоги» следует за тенью «Сатори», безоговорочно любя её чудовищную сестру.

###### Кусуо Масукодера
Озвучивали: Тэцухару Ота (японский); Эндрю Лав (английский)[6][4]
Один из студентов мужского пола в Академии Айти. Как и остальные студенты мужского пола (за исключением Номуры), он пользуется косметикой, чтобы сосуществовать со студентками в академии. Он также является соседом Номуры по комнате и его первым другом.

###### Кохару Наруками
Озвучивали: Эри Китамура (японский); Бритни Карбовски (английский)[4]
Губернатор Айти и старшая сводная сестра Цукуйо. Именно она поручила Цукуйо присматривать за Номурой.

###### Юкино Фудзибаяси
Озвучивали: Мамико Ното (японский); Джоанн Бонассо (английский)[4]
Директриса школы, дворецкий и телохранитель Кохару Наруками.

###### Ева Мария Роуз
Озвучивали: Саки Фудзита (японский); Кейси Мэгин (английский)
Она «мать» женского общежития, она заботится о Цукуйо по поручению Кохару.

###### Домо
Озвучивали: Саки Фудзита (японский); Натали Джонс (английский)[4]
Это младший сын Кьебо, он, кажется, отлично умеет прятаться.

###### Митиюки Кирисаки
Он друг Фудо Номуры из его предыдущей школы. Когда Фудо протянул ему руку, Митиюки дружелюбно пригласил его прогуляться по школе. Кирукиру из ревности ударила его по лицу, лишив возможности встать. Позже выясняется, что мотивом Фудо, желавшего получить свободу и оставить Айти в покое, было желание убедиться, что с Митиюки все в порядке. Так же Митиюки является братом Чидори Кирисаки.

###### Омуги
Он один из коллег Кусуо, его всегда видят рядом с Хико. Он, Хико и Кусуо являются рассказчиками в финальных титрах эпизодов.

###### Хико
Он друг Омуги, как и все другие ученики мужского пола, он сосуществует с правилами школы. Хико и Омуги — рассказчики финальных эпизодов.

###### Аой Рюзоджи
Возлюбленная и подруга детства главного героя. Известна под титулом «Танцующая королева».

###### Кигису Нономура
Друг детства Номуры Фудо и глава «Шести высших мечей» в академии Хоккай. Известен под титулом «Пьяный король».

###### Косецу Накосоне
Одна из «Шести высших мечей». Ей был присвоен титул «Королева ссор». В прошлом была бейсболисткой. Наравне со своими товарищами, притворялась учеником по обмену в аадемии Аичи. Была главой восстания вместе с Уки Содой. Так же у неё есть заместитель, которая её поддерживает и помогает. Во время восстания Косецу сражалась вместе со своим заместителем бок о бок. В итоге проиграла бой против Сатори Тамабы и Мисоги Тамабы. Позже вернулась в академию Хоккай, где их встретила Кирукиру Амо.

###### Сейра Курусу
Одна из «Шести высших мечей». Притворяясь учеником по обмену вместе с товарищами приехала в академию Аичи. Во время прибывания сразилась с Мэри Кикакуджо, но проиграла ей. Когда началось восстание напала на Кигису Нономуру и ударила его мечом, затем на Номуру Фудо, но его спасла Цукуе Инаба. В конце была побеждена «маданом» совместно Цукуе Инабы и Номуры Фудо. После поражения вместе с товарищами уезжает обратно в академию Хоккай. Известна под титулом «Королева истинной любви».

###### Уки Содах
Один из «Шести высших мечей». Был одним из глав восстания в академии, сражался против Вараби Ханасаки, но проиграл ей.

###### Чидори Кирисаки
Сестра Митиюки Кирисаки. Позже сражалась против Чоки У Барагасаки и Мозуноно Ноно и смогла ранить их. Сначала она ненавидела Номуру Фудо и Кигису Нономуру, однако потом после её спасения Номурой от Кигису, она начинает испытывать к нему чувства. Известна под титулом «Юная королева».

## Аниме

Логотип аниме

В мае 2016 года иллюстратор сериала Каруна Канзаки написала в Твиттере, что в августовском выпуске журнала Monthly Shonen Ace за июнь будет опубликовано «важное объявление», касающееся сериала 26, 2016. 19 июня 2016 года Кадокава объявил, что сериал получит аниме-адаптацию который будет анимирован Silver Link и Connect. Режиссёром аниме выступил Хидеки Тачибана, а сценаристом — Кенто Шимояма. Дизайном персонажей занимается Секо Такимото, а музыку сочинил Хироми Мидзутани из Team-MAX. Он транслировался с апреля 2017 года по июнь 2017 года. Anоригинальная видео-анимация (Ova) была выпущена вместе с 7-м томом манги 25 ноября 2017 года. Sentai Filmworks лицензировала сериал в Северной Америке. MVM Films выпустила сериал в Соединённом Королевстве.

## Манга
Художница Каруна Канзаки и писательница Юя Куроками представили серию в майском выпуске журнала shonen manga magazine от Kadokawa Shoten за 2014 год Ежемесячный журнал Shonen Ace за март 25, 2014. Серия закончилась в выпуске за август 2022 года, опубликованном в июне . 24, 2022. Первые три главы были позже опубликованы на веб-сайте ComicWalker. На сегодняшний день серия составлена из тринадцати томов и эпизодов.